# Killzone (серія ігор)
Killzone — серія консольних FPS, розроблених компанією Guerrilla Games та Guerrilla Cambridge, і виданих Sony Interactive Entertainment для консолей лінійки PlayStation.

## Ігри серії

Геймплей Killzone (2004)

### Основна серія
- Killzone (2004; PlayStation 2)
- Killzone 2 (2009; PlayStation 3)
- Killzone 3 (2011; PlayStation 3)
- Killzone: Shadow Fall (2013; PlayStation 4)

### Побічні ігри
- Killzone: Liberation (2006; PlayStation Portable)
- Killzone: Mercenary (2013; PlayStation Vita)

## Всесвіт серії

Прапор Хелґана

Події творів Killzone відбуваються в майбутньому, фокусуючись на конфліктах Об'єднаних колоніальних націй (ОКН, United Colonial Nations) і бунтівної планети Хелґан. Основним місцем дії є планетна система Альфи Центавра. Її колоніями, Хелґаном і Вектою, в XXII столітті володіла корпорація Helghan Corporation. Векта була землеподібним столичним світом системи, тоді як Хелґан — індустріальною колонією з суворими природними умовами. Накопичивши завдяки прибутковому бізнесу достатньо сил, Helghan Corporation почала в 2199 році війну проти ОКН з метою не платити податки і відокремитися від решти людства. Почалася Перша позасонячна війна, що тривала до 2204. Helghan Corporation зазнала в ній нищівної поразки, а система опинилася під контролем Інтерпланетарного стратегічного альянсу (ІСА, Interplanetary Strategic Alliance) — військової організації ОКН. Проти бунтарів було впроваджено великі санкції, інфраструктура внаслідок бойових дій занепала, а противники ОКН втекли з Векти на Хелґан.
Біженці страждали від скрути та вбивчої природу Хелґана, проте їхні нащадки були пристосованіші та порівняно з землянами чи вектанцями набули більшої витривалості. В 2347 член місцевої адміністрації Сколар Візарі здійснив переворот, захопивши на Хелґані владу. Він скористався сподіваннями населення на реванш і проголосив жителів планети новим видом людини — хелґастами, котрим належить помститись і панувати над всіма колоніями. Під проводом Візарі утворився фашистський лад, було створено армію та послано її на космічних кораблях до Векти. Внаслідок диверсії оборона планети виявилась марною і в 2357 почалася вторгнення на Векту. Завдяки капітанові Яну Темплару вдалося розкрити плани загарбників із влаштування пастки кораблям, які летіли з Землі на допомогу (події Killzone).
За два роки силами прибулої армії ІСА Векту вдалося відвоювати та почати атаку на Хелґан. Однак, у хелґастів виявилась технологічна перевага — поклади речовини петруситу на Хелґані дозволили створити нову руйнівну зброю. Десант ІСА було розбито, проте Ян з товаришами зумів вижити та пробитись до столиці з метою захопити Сколара Візарі в полон. В ході операції, однак, Візарі був убитий і, як він і планував, хелґасти почали контратаку з іще більшою силою (події Killzone 2).
Ще через пів року сил ІСА на Хелґані не лишилось, за винятком невеликих партизанських загонів. Адмірал Орлок і новий лідер хелґастів Джордж Сталь змусили ІСА прийняти перемир'я. Тим часом Сталь спорядив космічний корабель, обладнаний петруситовою зброєю, до Землі. Янові та іншим вцілілим партизанам вдалося завдати несподіваної атаки та збити корабель. Вибух зброї перекинувся на природні поклади петруситу, знищивши життя на планеті (події Killzone 3).
Війна завершилася капітуляцією хелґастів. Небагатьох уцілілих було прийнято на Векті, північна півкуля якої лишилась за колишніми жителями, а південна перетворилася на резервацію хелґастів. У 2370 році серед хелґастів почалися бунти, оскільки ті стали на Векті людьми нижчого сорту. В результаті впровадилася політика сегрегації, за якою вектанців і хелґастів було остаточно розділено. В 2390 Сталь, який вижив і таємно переховувався, запланував скористатись біологічною зброєю, націленою проти хелґастів, аби знищити вектанців і знову панувати над планетою. Завдяки зусиллям кількох бійців Сталя було вбито, а зброю знищено, чим відвернено наступну війну (події Killzone: Shadow Fall).

## Супутня продукція
- «Killzone» (планувалося в 2005) — серія коміксів, супутніх до оригінальної гри, але яка була скасована через банкрутство видавця.[1][2]
- «Killzone: Ascendancy» (2011) — новелізація Killzone 3.[3]
- «Killzone» (2013) — манґа, присвячена початку другої війни з Хелґаном.[4]
- «Killzone Visual Design» (2016) — артбук з коментарями творців серії.[5]